# Міддл-Тейлор Тауншип (округ Кембрія, Пенсільванія)
Міддл-Тейлор Тауншип (англ. Middle Taylor Township) — селище (англ. township) в США, в окрузі Кембрія штату Пенсільванія. Населення — 660 осіб (2020).

## Демографія
Згідно з переписом 2010 року, у селищі мешкало 727 осіб у 303 домогосподарствах у складі 225 родин. Було 328 помешкань
Расовий склад населення:
| - 99,0 % — білих - 0,7 % — чорних або афроамериканців |

До двох чи більше рас належало 0,3 %. Частка іспаномовних становила 1,2 % від усіх жителів.
За віковим діапазоном населення розподілялося таким чином: 20,4 % — особи молодші 18 років, 57,7 % — особи у віці 18—64 років, 21,9 % — особи у віці 65 років та старші. Медіана віку мешканця становила 48,6 року. На 100 осіб жіночої статі у селищі припадало 93,4 чоловіків;  на 100 жінок у віці від 18 років та старших — 95,6 чоловіків також старших 18 років.
Середній дохід на одне домашнє господарство  становив 63 264 долари США (медіана — 46 583), а середній дохід на одну сім'ю — 72 918 доларів (медіана — 56 731). Медіана доходів становила 40 000 доларів для чоловіків та 37 969 доларів для жінок. За межею бідності перебувало 8,2 % осіб, у тому числі 8,6 % дітей у віці до 18 років та 8,7 % осіб у віці 65 років та старших.
Цивільне працевлаштоване населення становило 331 особа. Основні галузі зайнятості: освіта, охорона здоров'я та соціальна допомога — 21,5 %, виробництво — 14,8 %, науковці, спеціалісти, менеджери — 11,5 %, роздрібна торгівля — 11,2 %.